# ستيف كليفينغر
ستيف كليفينغر (بالإنجليزية: Steve Clevenger)‏ هو لاعب كرة قاعدة أمريكي، ولد في 5 أبريل 1986 في بالتيمور في الولايات المتحدة.

## وصلات خارجية
- ستيف كليفينغر على موقع دوري كرة القاعدة الرئيسي (الإنجليزية)
- ستيف كليفينغر على موقعبيزبول رفرنس.كوم (الدوري الرئيسي) (الإنجليزية)
- ستيف كليفينغر على موقعبيزبول رفرنس.كوم (الدوري الثانوي) (الإنجليزية)
- ستيف كليفينغر على موقع إي إس بي إن.كوم (أم.أل.بي) (الإنجليزية)
- ستيف كليفينغر على موقع مشجعي الرسوم البيانية (الإنجليزية)